# Могила кошового отамана Івана Сірка
Могила кошового отамана Івана Сірка — місце поховання кошового отамана Запорозької Січі та Війська Запорозького Низового Івана Сірка, що здобув перемогу у 65 боях і відзначився непереможністю в походах проти османів і татарів, в селі Капулівка Дніпропетровської області біля якого раніше знаходилася Чортомлицька Січ. До 1967 року кошовий отаман був похований в селі Грушівка його перепоховали в іншому селі, через те, що води Каховського водосховища наблизилися до могили.
Існує легенда, що за заповітом Івана Сірка йому мали відрубати праву руку, щоб козаки ще 7 років боролися і одержували перемоги у боях як за життя Сірка.

## Історія поховання

### XVII—XIX століття

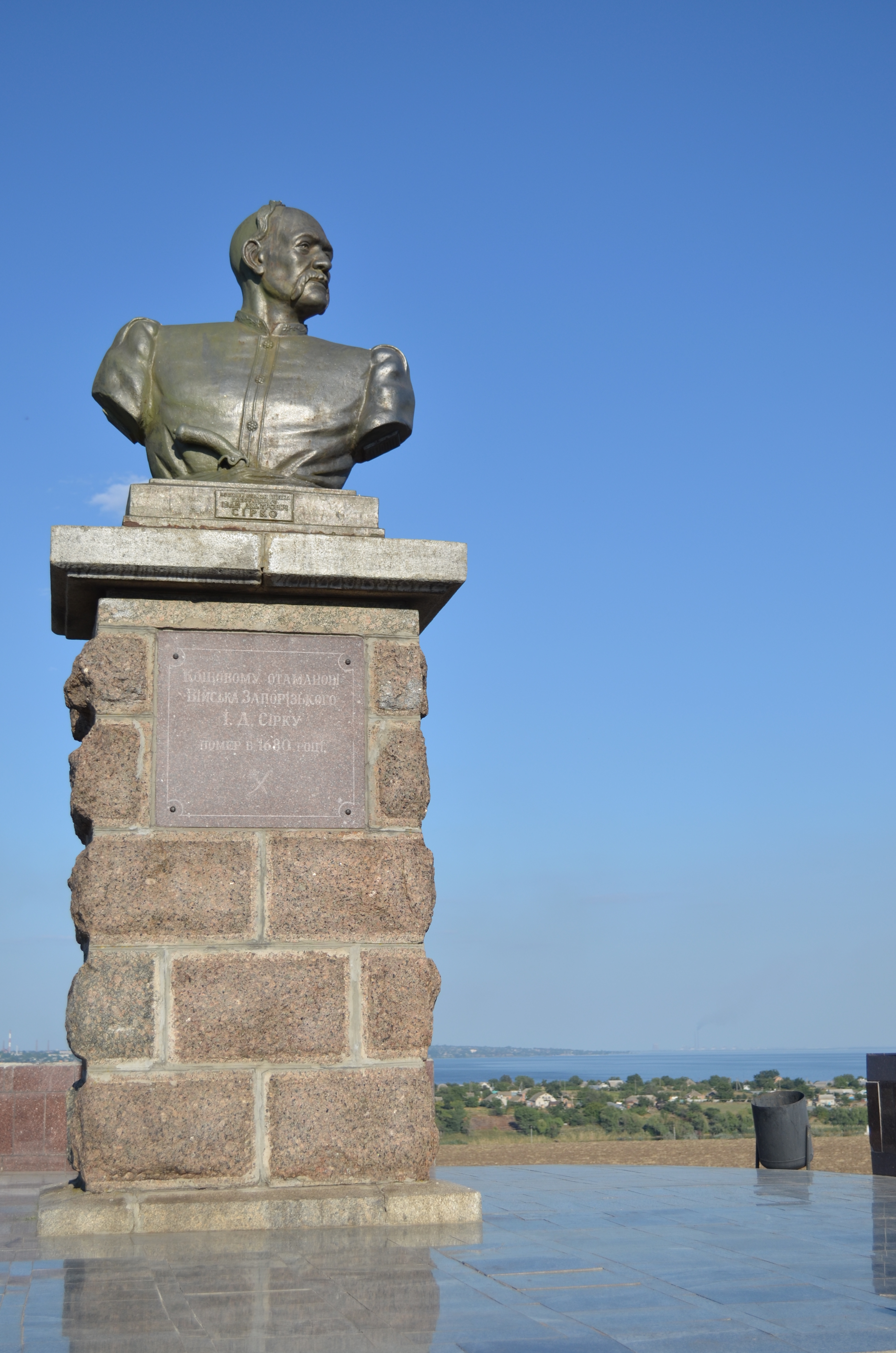
Бюст Івана Сірка на кургані

У 1675 році виснажений походами, похилим віком і втратою сина Петра у бою під Тором, Іван Сірко написав цареві клопотання про звільнення із військової служби, щоб на старості років повернутися до родини. Проте московський цар відповів відмовою, пояснивши це тим, що військові справи напружені і відпустити талановитого полководця не взмозі. Після того кошовий отаман ще п'ять років вів службу, захищаючи кордони і визволяючи бранців. Час від часу укладав угоди із різними ворожими сторонами на користь Січі через складне становище. Свій останній похід здійснив влітку 1680 року в Азовське море, де здобув перемогу. Повертаючись на Січ, Сірко дізнав про вбивство дружини і синів та занедужав, після чого вирушив на свою пасіку в селі Грушівка. Там славетний кошовий отаман і відійшов у вічний сон. На наступний день його тіло перевезли на Чортомлицьку Січ чайкою, де його поховали з великими почестями та з гарматною і мушкетною стрільбою усім Військом Запорозьким.
У «Літописі» Самійла Величка написано:
|  | …того ж літа, 1 серпня, преставився від цього життя в своїй пасіці Грушовці, похворівши певний час, славний кошовий отаман Іван Сірко… поховано його знаменито… з превеликою гарматною й мушкетною стрільбою і з великим жалем всього Низового війська. Бо це був справний і щасливий вождь, який з молодих літ аж до своєї старості …не тільки значно воював за Крим і попалив в ньому деякі міста, але також погромлював у диких полях… численні татарські чамбули і відбивав полонений християнський ясир. |

Впродовж багатьох століть могила Івана Сірка була у спокої. Її наприкінці XIX століття відвідав Дмитро Яворницький в Капулівці (нині Нікопольський район Дніпропетровської області) у ході своєї подорожі по колишнім місцям Запорозьких Січей. Він писав, що могила розташована на землі селянина Миколи Олексійовича Мазая, який дбайливо її доглядав.

### XX століття
Після приходу радянської влади могила стає занедбаною та до її цінності ставлення було байдуже, як зазначив в 1939 році голова райвиконкому «Сірко був петлюрівцем» і, таким чином, був ворогом народу[джерело не вказане 94 дні].
Бюст 1956 року
В травні 1956 року на могилі був встановлений бюст Івана Сірка.
Автори бюста — скульптори Олександр Ситник, Анатолій Білик, Семен Духовенко.
Бюст відлитий на Дніпропетровському заводі ім. Леніна в травні 1956 року ливарниками Н. Заливакіним, С. Темкіним, І. Шишловим.
Цей бюст на кургані у 1980 році пошкодили і скинули.
Перенесення могили
В 50-х роках XX століття славетним Січам передбачено сумне майбутнє на дні Каховського моря, що також поглинуло б могилу кошового отамана. Прохання археологів ігнорували незважаючи на охоронний статус пам'ятки. Вже у 60-х роках XX століття нависла реальна загроза затоплення могили, і тоді ухвалили рішення Радою Міністрів Української РСР створити історико-меморіальний музей-заповідник на оствові Хортиця, куди і мали направити прах Івана Сірка. В моноліті ґрунту перебував прах, який спеціалісти у листопаді 1967 року мали намір перевезти на Хортицю, але несподівано прийшов наказ від керівництва Нікопольського району за підтримки обласної ради перепоховати останки народного героя в кургані Баба-могила поблизу Капулівки. Був встановлений 10-літній бюст із дошкою «Тут була Запорозька Січ», хоча ця територія до неї не входила. В той же час череп Івана Сірка вилучили з могили для дослідження Інститутом етнографії Академії наук СРСР у Москві і лише через 21 рік череп зміг повернути до України Сергій Сегеда за дорученням часопису «Пам'ятки України», але після привезення ще кілька років череп зберігали в сейфі редакції в Києві, а потім у Нікопольської районної і міської влади. В 1980 році бюст на кургані пошкодили і скинули, але невдовзі встановили нове погруддя на основі реконструкції Галиною Лебединською портрету Івана Сірка. Влітку 1990 року під час святкування 500-річчя українського козацтва у Дніпропетровському облвиконкомі (в місті Січеславі) вирішили перепоховати належним чином, за християнським обрядом, разом з черепом останки Івана Сірка в одну могилу з капличкою.

## Опис
| Напис на надгробній стелі отамана: |
| --- |
| «Р. Б. (Року божего) 1680 мая 4 Преставися рабъ Бож. Іоанъ Сѣрко Дмитровичъ атамань кошовий воска Запорозкого за его Ц. П. В. (Царского Пресветлого Величества) Федора Алексѣвича. Памят Праведнаго со похвалами» |
| Переклад українською |
| «Року божого 1680 травня 4 дня помер раб Божий Іван Сірко Дмитрович кошовий отаман війська Запорозького за його Царської Пресвітлої Величі Федіра Олексійовича. Пам'ять праведного з похвалами»                   |

Похований в селі Капулівка біля кургану Баба-могила, куди його перенесли у 1967 році. Був споруджений меморіальний комплекс у 2000 році для увічення слави отамана Сірка. Встановлений бюст Івана Сірка, погляд якого спрямований у бік Тавриди (Криму), з написом: «Кошовому отаманові Війська Запорозького І. Д. Сірку. Помер в 1680 році». З кургану відкривається вид на Дніпро і на село Капулівка.